# Таборинське сільське поселення
Табори́нське сільське поселення (рос. Таборинское сельское поселение) — сільське поселення у складі Таборинського району Свердловської області Росії.
Адміністративний центр — село Табори.
Населення сільського поселення становить 1862 особи (2019; 2087 у 2010, 2385 у 2002).
Станом на 2002 рік існувало 2 сільських ради: Добринська сільська рада (присілки Добрино, Ємельяшевка, Мочалк, Торомка) та Таборинська сільська рада (село Табори, присілки Антоновка, Кокшарово, Фірулі, Шагулі, селище Таборинка).

## Склад
До складу сільського поселення входять:
| Населений пункт       | Населення, осіб (2002) | Населення, осіб (2010) |
| --------------------- | ---------------------- | ---------------------- |
| Антоновка, присілок   | 2                      | 0                      |
| Добрино, присілок     | 94                     | 76                     |
| Ємельяшевка, присілок | 35                     | 20                     |
| Кокшарово, присілок   | 28                     | 23                     |
| Мочалка, присілок     | 38                     | 22                     |
| Табори, село          | 2096                   | 1885                   |
| Таборинка, селище     | 0                      | -                      |
| Торомка, присілок     | 73                     | 48                     |
| Фірулі, присілок      | 19                     | 13                     |
| Шагулі, присілок      | 0                      | -                      |